# Monument aux victimes de Lubin de 1982
 (février 2021).

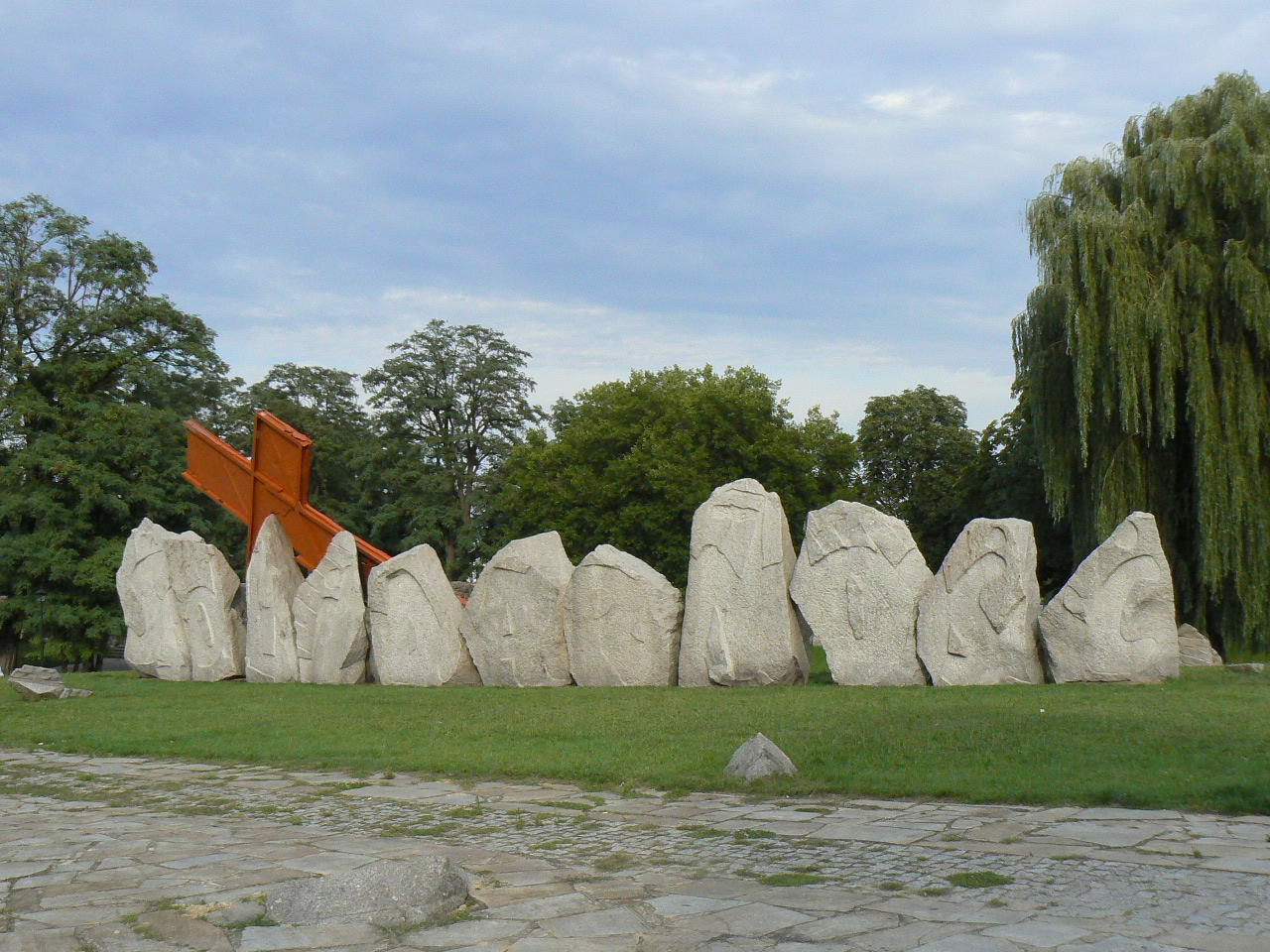
Le monument aux victimes de Lubin de 1982

Le monument aux victimes de Lubin de 1982 – il a été inauguré le 31 août 1992 à l’occasion du dixième anniversaire du crime de Lubin. Il est situé sur la colline du château, près de l’endroit où les événements tragiques du 31 août 1982 se déroulaient. C’était le moment de la répression d’une manifestation pacifique contre l’état de siège en Pologne par la Milice citoyenne (pol. Milicja Obywatelska), où les policiers ont fusillé trois personnes et ont blessé quelques dizaines.  
C’était entre autres le cardinal Henryk Gulbinowicz qui a assisté à l’inauguration du monument.
Le monument est composé de 11 rochers, avec une lettre gravée sur chacun. Toutes les lettres forment un mot Solidarność (fr. Solidarité). Trois rochers supportent la croix avec l’empreinte de chaussures et de pneus. Zbigniew Frączkiewicz est concepteur du monument. Il a envisagé de créer les deux autres monuments plus petits, à part du monument central. Le premier de ces monuments (un bloc de pierre supportant la croix) est dédié à Michał Adamowicz et le second (deux blocs qui supportent la croix) à Mieczysław Poźniak et Andrzej Trajkowski. Ils sont situés à aux endroits de la mort de ces hommes. Sur chaque rocher est gravé le nom de la victime avec une abréviation Śp., un texte Poległ 31.08.1982 et les phrases Po tym jednym czynie osądźcie ich wszystkich (sur le monument dédié à Michał Adamowicz) et Milczą, a jednak wołają (sur le monument dédié aux Mieczysław Poźniak et Andrzej Trajkowski).

## Localisation
Le monument est situé sur la colline du château (les rues Piastowska et Bolesława Chrobrego y mènent), environ 150 mètres de l’hôtel de la ville. Le rocher dédié à Michał Adamowicz se trouve près de la colline du château, avant la passerelle sur la rivière Baczynka, et le rochers dédiés aux Mieczysław Poźniak et Andrzej Trajkowski sont situés au croisement des rues Wrocławska et Odrodzenia. On peut y accéder en transport public, les arrêts de bus les plus proches ce sont « Cuprum Arena – Kopernika » et « Paderewskiego – rondo ».

## Galerie

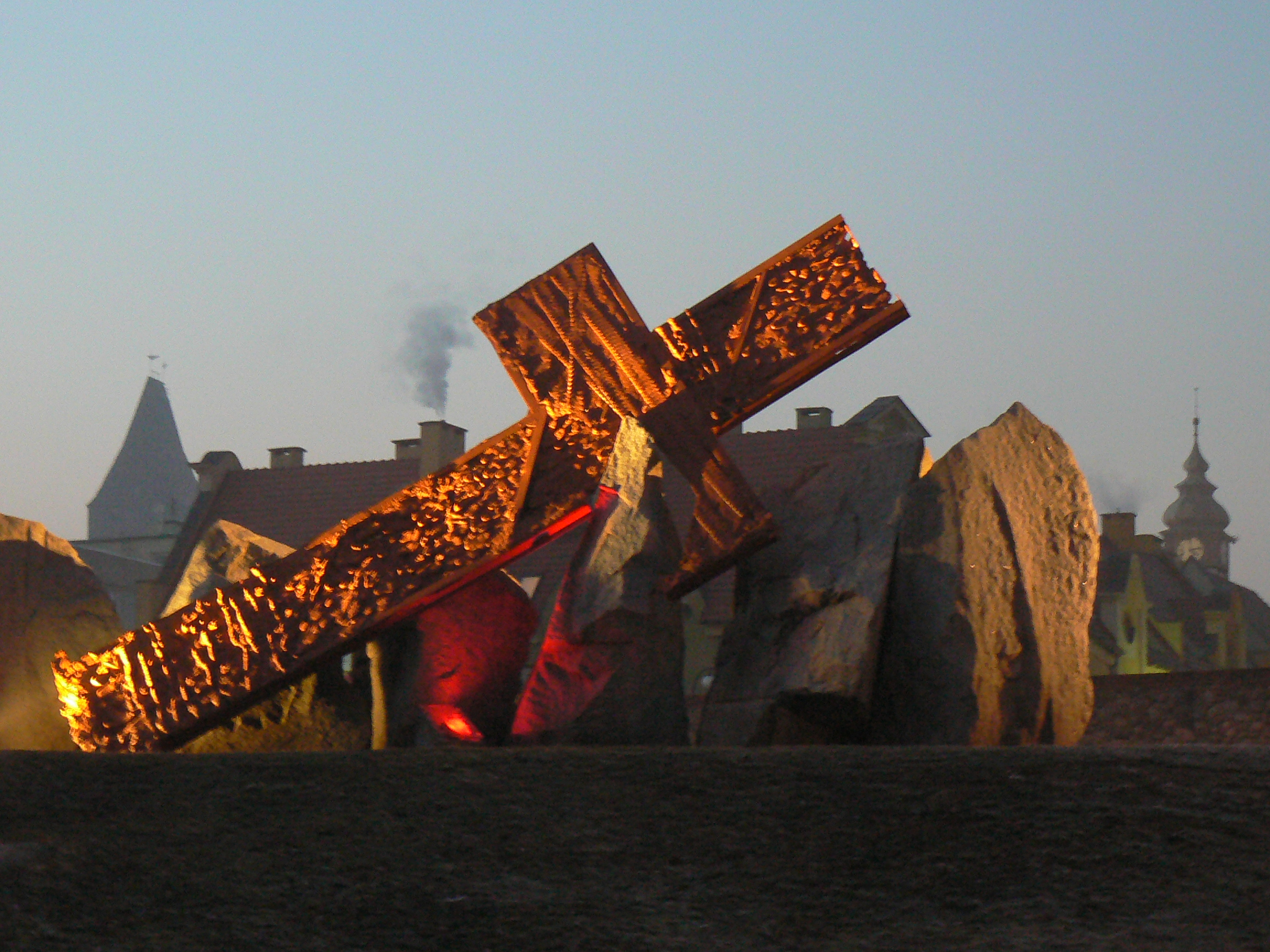
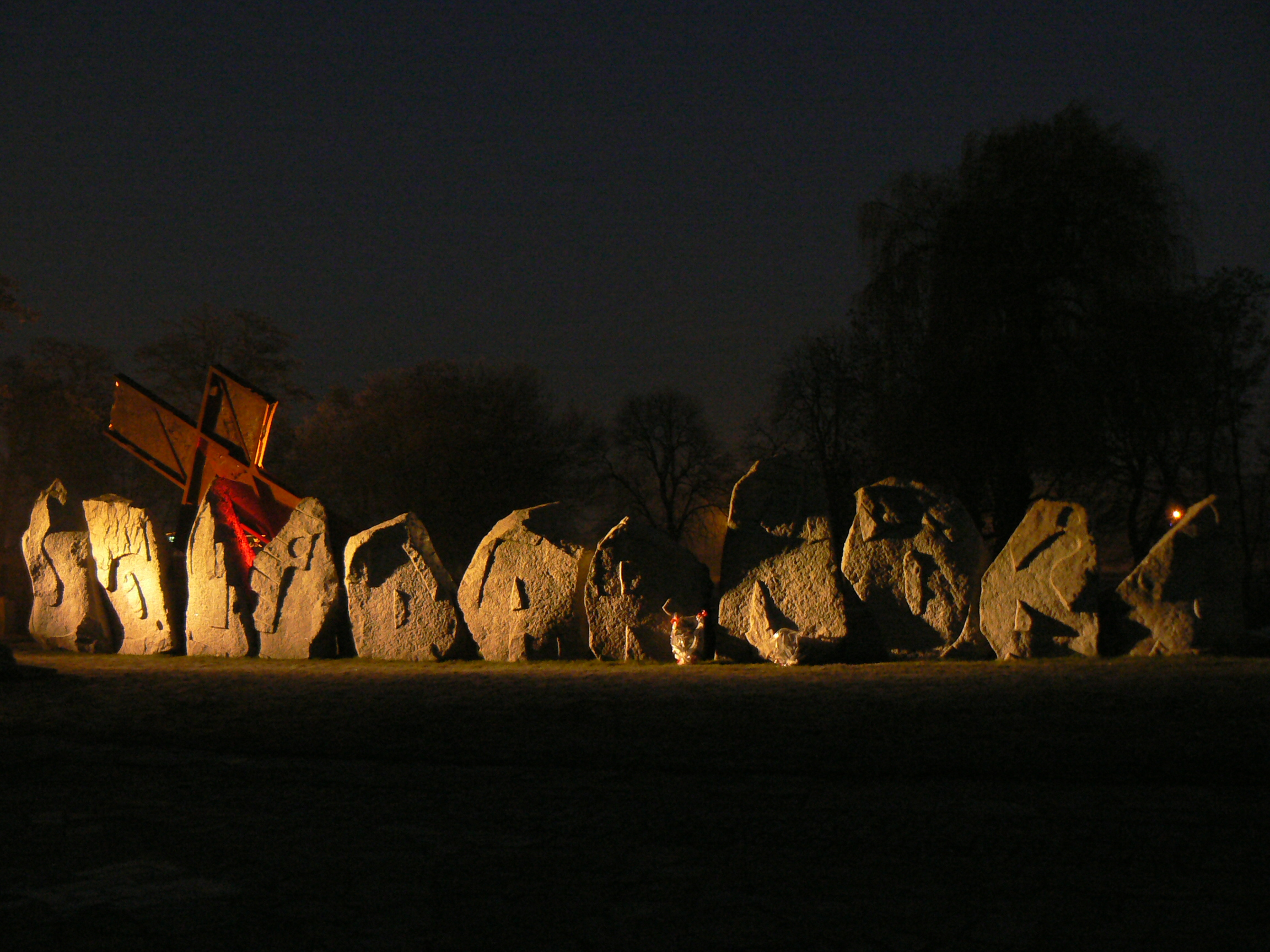
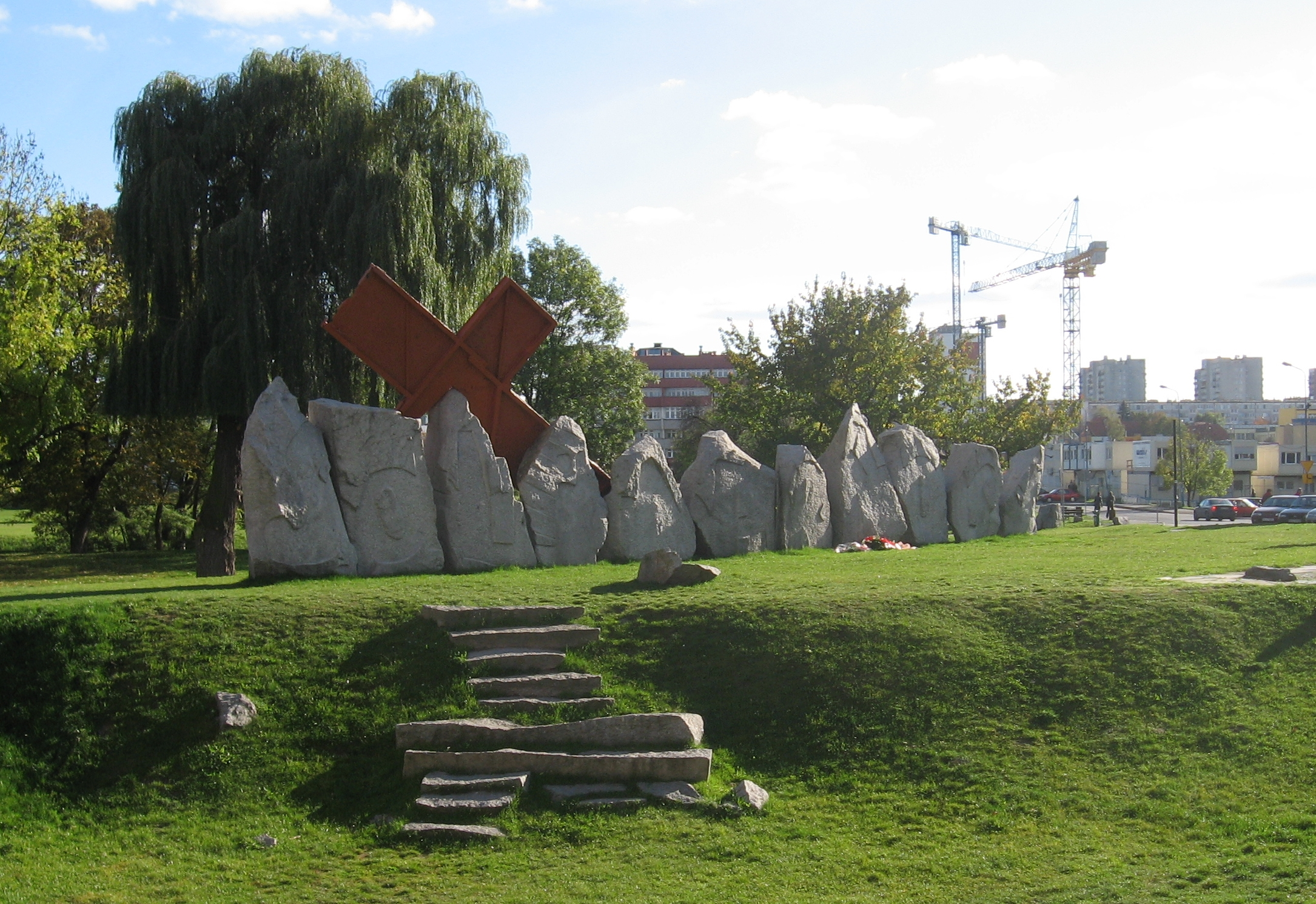
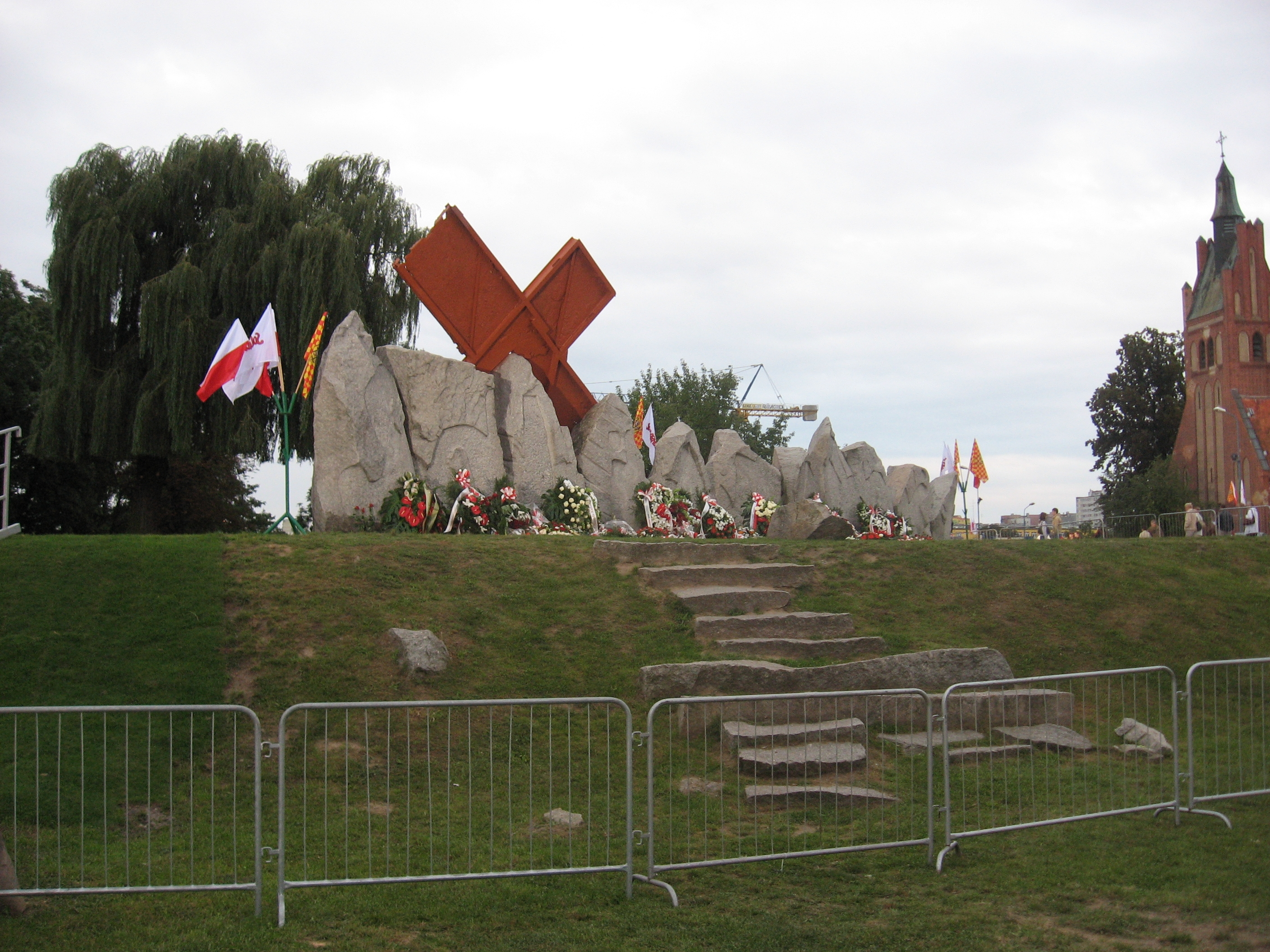